# Demografía del mundo
La tierra tiene una población humana de más de 8 mil millones, con una densidad de población general de 50 personas por km 2 (130 por milla cuadrada), excluyendo la Antártida . Casi el 60% de la población mundial vive en Asia , con más de 2.700 millones en los países de China e India combinados. El porcentaje de participación de India, China y el resto del sur de Asia en la población mundial se ha mantenido en niveles similares durante los últimos miles de años de historia registrada.  La tasa de alfabetización mundial ha aumentado drásticamente en los últimos 40 años, del 66,7 % en 1979 al 86,3 % en la actualidad.  Baja alfabetización los niveles son en su mayoría atribuibles a la pobreza [ cita requerida ] . Las tasas de alfabetización más bajas se encuentran principalmente en el sur de Asia y el África subsahariana .  El grupo étnico más grande del mundo es el chino Han, siendo el mandarín el idioma más hablado del mundo en términos de hablantes nativos.
La población mundial es predominantemente urbana y suburbana,  y ha habido una migración significativa hacia las ciudades y los centros urbanos. La población urbana saltó del 29 % en 1950 al 55,3 % en 2018.  Interpolando a partir de la predicción de las Naciones Unidas de que el mundo será un 51,3 % urbano para 2010, Ron Wimberley, Libby Morris y Gregory Fulkerson estimaron el 23 de mayo de 2007 Habría sido la primera vez que la población urbana superó en número a la población rural en la historia.  China e India son los países más poblados,  ya que la tasa de natalidad ha disminuido constantemente en los países desarrollados y hasta hace poco se mantuvo alta en los países en desarrollo.Tokio es el conglomerado urbano más grande del mundo. 
A partir de 2017, la tasa de fertilidad total del mundo se estima en 2,43  hijos por mujer, que está por encima del promedio mundial para la tasa de fertilidad de reemplazo de aproximadamente 2,33 (a partir de 2003),  lo que significa que la población mundial es creciente. Sin embargo, el crecimiento de la población mundial se distribuye de manera desigual, con una tasa de fertilidad total que va desde una de las más bajas del mundo, 0,83 en Singapur , hasta la más alta, 6,49 en Níger .  Las Naciones Unidas estimaron un aumento anual de la población del 1,14% para el año 2000.  El crecimiento actual de la población mundial es de aproximadamente el 1,09%. Las personas menores de 18 años constituían más de una cuarta parte de la población mundial (29,3 %) y las personas mayores de 65 años constituían menos de una décima parte (7,9 %) en 2011.
La población mundial se triplicó con creces durante el siglo XX, de aproximadamente 1650 millones en 1900 a 5970 millones en 1999.  Alcanzó la marca de 2000 millones en 1927, la marca de 3000 millones en 1960, 4000 millones en 1974 y 5 000 millones en 1987.  La población total del mundo es de aproximadamente 7 800 millones en diciembre de 2018. Actualmente, el crecimiento de la población es más rápido entre los países menos desarrollados y de baja riqueza .  La ONU proyecta una población mundial de 9150 millones en 2050, lo que representa un aumento del 32,69 % con respecto a 2010 (6890 millones).

## Historia
Comparación de los seres humanos que viven hoy con todas las generaciones anteriores
La migración histórica de las poblaciones humanas comienza con el movimiento del Homo erectus fuera de África a través de Eurasia hace aproximadamente un millón de años. El homo sapiens parece haber ocupado toda África hace unos 300 000 años, salió de África hace 50 000 o 60 000 años y se había extendido por Australia , Asia y Europa hace 30 000 años a. C. La migración a las Américas tuvo lugar hace 20 000 a 15 000 años, y hace 2000 años, la mayoría de las islas del Pacífico estaban colonizadas.
hasta c. Hace 10.000 años, los humanos vivían como cazadores-recolectores . Generalmente vivían en pequeños grupos nómadas conocidos como sociedades de bandas . El advenimiento de la agricultura impulsó la Revolución neolítica , cuando el acceso al excedente de alimentos condujo a la formación de asentamientos humanos permanentes . Hace unos 6.000 años, los primeros protoestados se desarrollaron en Mesopotamia , el valle del Nilo en Egipto y el valle del Indo . Los primeros asentamientos humanos dependían de la proximidad al agua y, dependiendo del estilo de vida , otros recursos naturales utilizados para la subsistencia .. Pero los humanos tienen una gran capacidad para alterar sus hábitats por medio de la tecnología.
Desde 1800, la población humana ha aumentado de mil millones  a más de siete mil millones,  En 2004, unos 2.500 millones de los 6.300 millones de personas (39,7%) vivían en áreas urbanas . En febrero de 2008, la ONU estimó que la mitad de la población mundial viviría en áreas urbanas a finales de año.  Los problemas para los seres humanos que viven en las ciudades incluyen diversas formas de contaminación y delincuencia ,  especialmente en el centro de la ciudad y los barrios marginales suburbanos . Se espera que tanto la población general como la proporción que reside en las ciudades aumenten significativamente en las próximas décadas.

## Principales ciudades
El mundo tiene cientos de ciudades importantes, la mayoría en las regiones costeras.
A partir de 2005 , el mundo tenía 62 áreas metropolitanas con una población de más de 3.000.000 de personas cada una. 
A partir de 2010, alrededor de 3 mil millones de personas viven en áreas urbanas o sus alrededores. 
La siguiente tabla muestra las poblaciones de los diez principales conglomerados.
| Rango | ciudad           | Población  | País           | Concepto estadístico                    | Área (km 2 ) | Densidad (p/km 2 ) |
| ----- | ---------------- | ---------- | -------------- | --------------------------------------- | ------------ | ------------------ |
| 1     | Tokio            | 30,000,000 | Japón          | área metropolitana                      | 13,500       | 2,716              |
| 2     | Shanghái         | 24.180.000 | China          | Aglomeración urbana                     | 3,920        | 6,168              |
| 3     | Nueva York       | 23.582.649 | Estados Unidos | Aglomeración urbana                     | 21,483       | 1,098              |
| 4     | Ciudad de México | 22.460.000 | México         | área metropolitana (zona metropolitana) | 7,815        | 2,490              |
| 5     | Delhi            | 22.157.000 | India          | Aglomeración urbana                     | 33,578       | 659                |
| 6     | Lagos            | 21,000,000 | Nigeria        | área metropolitana                      | 1,171        | 17,933             |
| 7     | Bombay           | 20,041,000 | India          | Aglomeración urbana                     | 1.097        | 18,268             |
| 8     | Calcuta          | 15.552.000 | India          | Aglomeración urbana                     | 1,026        | 15,158             |
| 9     | Dacca            | 14,648,000 | Bangladés      | área metropolitana (megaciudad)         | 1,600        | 9,155              |
| 10    | Estambul         | 13,160,467 | Turquía        | Municipio Metropolitano                 | 5,461        | 2,593              |

- Datos: Q5256120
- Multimedia: Demography / Q5256120